# 圣马约
圣马约（法語：Saint-Mayeux，法語發音：[sɛ̃ majø]）是法国阿摩尔滨海省的一个市镇，位于该省南部，属于圣布里厄区。

## 地名
该地在《世界地名翻译大辞典》与《世界地名译名词典》中译作“圣迈约”，然而该地名“Saint-Mayeux”发音为[sɛ̃ majø]而不是[sɛ̃ mɛjø]。此外，法语人名“Mayeux”在《世界人名翻譯大辭典》与《法语姓名译名手册》中亦译作“马约”。

## 地理
圣马约（48°15'21"N, 3°0'23"W）面积30.63 平方千米，位于法国布列塔尼大區阿摩尔滨海省，该省份为法国西北部沿海省份，位于布列塔尼半岛北部，北濒大西洋英吉利海峡，西接菲尼斯泰尔省，南至莫尔比昂省，东临伊勒-维莱讷省。
与圣马约接壤的市镇（或旧市镇、城区）包括：科雷勒、科尔莱、普吕叙利安、圣吉勒维约马尔谢、圣马丹德普雷、布拉韦河畔邦勒波。
圣马约的时区为UTC+01:00、UTC+02:00（夏令时）。

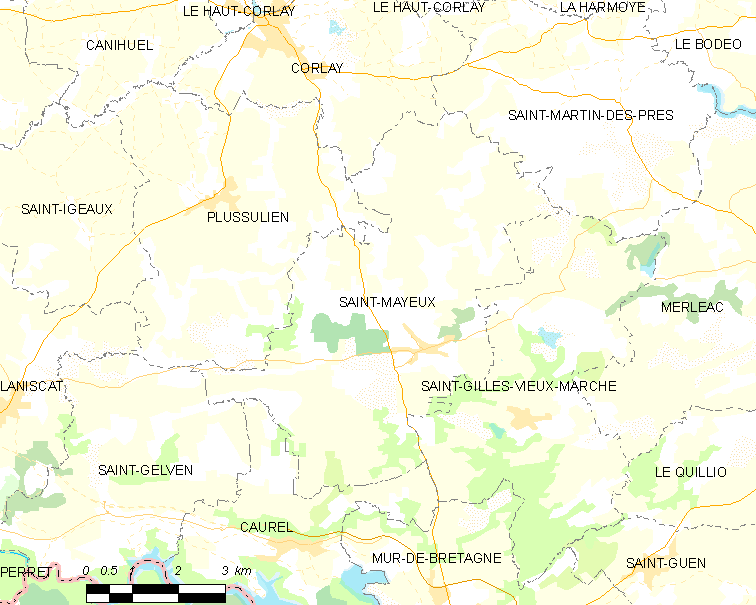
圣马约的OSM定位图

## 行政
圣马约的邮政编码为22320，INSEE市镇编码为22316。

## 政治
圣马约所属的省级选区为盖莱当县。

## 人口

1962-2008年间圣马约人口变化图示

圣马约于2022年1月1日时的人口数量为460人。